# Família real belga

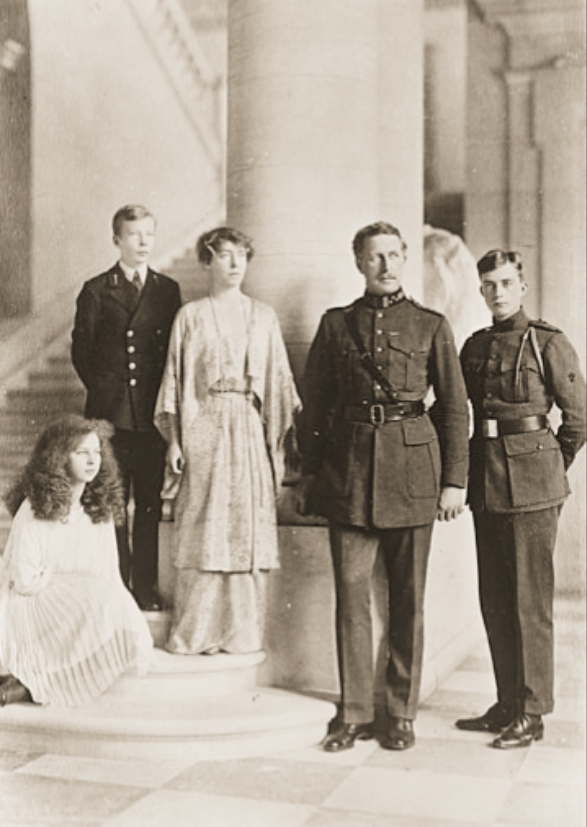

A família real belga pertence à Casa de Saxe-Coburgo-Gota, uma casa dinástica europeia, sendo um ramo da saxónica dinastia Wettin. Reina na Bélgica por meio dos descendentes de Leopoldo I da Bélgica, sendo a atual Casa Real belga.
Membros da família real possuem o título de príncipe (princesa) da Bélgica com o tratamento Sua Alteza Real. Antes da Primeira Guerra Mundial usaram os títulos adicionais de príncipe (princesa) de Saxe-Coburgo e Gota e duque (duquesa) da Saxônia como membros da Casa de Wettin. Os filhos e marido da princesa Astrid não teriam direito a esses títulos, pois  pertencem a uma linha agnática diferente, a Casa de Habsburgo-Lorena-Este.

## Origem
Leopoldo of Saxe-Coburg-Gotha foi designado como "rei dos belgas" pelo Congresso Nacional e jurou defender a constituição belga defronte à Saint James's Church no Palácio de Cooudenberg em Bruxelas em 21 de julho de 1831. Desde então, esse dia é o dia nacional da Bélgica e de seus cidadãos.

## Membros
Membros da família real possuem o título de Príncipe (Princesa) da Bélgica, com o estilo de Alteza Real. Antes da Primeira Guerra Mundial, eles usavam os títulos adicionais de Príncipe (Princesa) de Saxe-Coburgo e Gotha e Duque (Duquesa) da Saxônia como membros da Casa de Wettin. O título de Príncipe ou Princesa da Bélgica é um título específico de nobreza dentro da nobreza belga reservado para membros da família real belga. Originalmente, o Decreto Real de 14 de março de 1891 reservou este título para todas as pessoas descendentes na linha direta masculina do rei  Leopoldo I. O decreto real também concedeu automaticamente o título às princesas que se uniram à família real belga por seu casamento com um Príncipe da Bélgica. Este decreto real foi alterado pelo Decreto Real de 2 de dezembro de 1991, que reservava o título para os descendentes diretos do sexo masculino e feminino de  Alberto II e aboliu a lei sálica no que diz respeito à sua concessão. O Decreto Real de 12 de novembro de 2015, publicado no jornal oficial belga em 24 de novembro de 2015, aboliu o mencionado Decreto Real de 1991 e restringe novas concessões deste título aos filhos e netos do monarca reinante, e aos filhos e netos do príncipe herdeiro. O cônjuge de um Príncipe ou Princesa da Bélgica não recebe mais o título automaticamente, mas ele ou ela ainda pode receber o título por decreto real de forma individual. Antes disso, todos os descendentes de Albert II tinham direito ao título de príncipe ou princesa.
- SM o rei Filipe
SM a rainha Matilde (esposa de Filipe)
  - SAR a princesa Isabel, Duquesa de Brabante
  - SAR o príncipe Gabriel
  - SAR o príncipe Emanuel
  - SAR a princesa Leonor

SM o rei Alberto II (pai de Filipe)
SM a rainha Paula (mãe de Filipe)
- SAI&R a princesa Astrid, Arquiduquesa da Áustria-Este
SAI&R o príncipe Lorenzo, Arquiduque da Áustria-Este
  - SAI&R o príncipe Amadeu
SAI&R a princesa Isabel
  - SAI&R a princesa Maria Laura, Sra. Ivy
  - SAI&R o príncipe Joaquim
  - SAI&R a princesa Luísa Maria
  - SAI&R a princesa Letícia Maria
- SAR o príncipe Lourenço
SAR a princesa Claire
  - SAR a princesa Luísa
  - SAR o príncipe Nicolau
  - SAR o príncipe Américo
- SAR a princesa Delfina[nota 1]
  - SAR a princesa Josefina
  - SAR o príncipe Oscar

SAR a princesa Léa (viúva do príncipe Alexandre, tio de Filipe)

SAR a princesa Maria-Cristina, Sra. Gourges (tia de Filipe)

SAR a princesa Maria-Esmeralda, Lady Moncada (tia de Filipe)

## Família estendida
- Família do príncipe Amadeu, sobrinho de Filipe:
  - SAI&R a arquiduquesa Ana Astrid da Áustria-Este (sobrinha-neta de Filipe)
  - SAI&R o arquiduque Maximiliano da Áustria-Este (sobrinho-neto de Filipe)
  - SAI&R a arquiduquesa Alice da Áustria-Este (sobrinha-neta de Filipe)
- Guilherme Ivy (marido da princesa Maria Laura, sobrinha de Filipe)
  - Alberto Ivy (sobrinho-neto de Filipe)
- João Paulo Gourges (segundo marido da princesa Maria Cristina, tia de Filipe)
- Sir Salvador Moncada (marido da princesa Maria Esmeralda, tia de Filipe)
  - Alexandra Moncada (prima de Filipe)
  - Leopoldo Moncada (primo de Filipe)

## Família real desde 1850
- SM o rei Leopoldo I (1790-1865)
  - SAR o príncipe herdeiro Luís Filipe (1833-1834)
  -  SM o rei Leopoldo II (1835-1909)
    - SAR a princesa Luísa, Princesa Felipe de Saxe-Coburgo-Gota-Koháry (1858-1924)
    - SAR o príncipe Leopoldo, Duque de Brabante (1859-1869)
    - SAR a princesa Estefânia, Princesa Elemér Lónyay de Nagy-Lónya (1864-1945)
    - SAR a princesa Clementina, Princesa Napoleão (1872-1955)

  - SAR o príncipe Filipe, Conde de Flandres (1837-1905)
    - SAR o príncipe Balduíno (1869-1891)
    - SAR a princesa Henriqueta, Duquesa de Vendôme (1870-1948)
    - SAR a princesa Josefina Maria (1870-1871)
    - SAR a princesa Josefina Carolina, Princesa Carlos Antônio de Hohenzollern (1872-1958)
    -  SM o rei Alberto I (1875-1934)
      -  SM o rei Leopoldo III (1901-1983)
        - SAR a grã-duquesa Josefina-Carlota de Luxemburgo (1927-2005)
        -  SM o rei Balduíno (1930-1993)
        -  SM o rei Alberto II (1934-)
          -  SM o rei Filipe (1960-)
            - SAR a princesa Isabel, Duquesa de Brabante (2001-)
            - SAR o príncipe Gabriel (2003-)
            - SAR o príncipe Emanuel (2005-)
            - SAR a princesa Leonor (2008-)

          - SAI&R a princesa Astrid, Arquiduquesa da Áustria-Este (1962-)
            - SAI&R o príncipe Amadeu (1986-)
            - SAI&R a princesa Maria Laura, Sra. Ivy (1988-)
            - SAI&R o príncipe Joaquim (1991-)
            - SAI&R a princesa Luísa Maria (1995-)
            - SAI&R a princesa Letícia Maria (2003-)

          - SAR o príncipe Lourenço (1963-)
            - SAR a princesa Louise (2004-)
            - SAR o príncipe Nicolau (2005-)
            - SAR o príncipe Américo (2005-)

          - SAR a princesa Delfina (1968-)
            - SAR a princesa Josefina (2003-)
            - SAR o príncipe Oscar (2008-)

        - SAR o príncipe Alexandre (1942-2009)
        - SAR a princesa Maria Cristina, Sra. Gourges (1951-)
        - SAR a princesa Maria-Esmeralda, Lady Moncada (1956-)

      - SAR o príncipe Carlos, Conde de Flandres (1903-1983)
      - SM a rainha Maria-José da Itália (1906-2001)

  - SMI a imperatriz Carlota do México (1840-1927)

## Membros falecidos recentemente
- SM a rainha Maria-José da Itália (tia-avó do rei, morta em 2001)
- SAR a princesa Liliana, Princesa de Réthy (madrasta de Alberto II e avó emprestada do rei, morta em 2002)
- SAR a grã-duquesa Josefina-Carlota de Luxemburgo (tia do rei, morta em 2005)
- SAR o príncipe Alexandre (tio do rei, morto em 2009)
- SM a rainha viúva Fabíola (viúva de Balduíno I e tia do rei, morta em 2014)
- SAR o grão-duque João de Luxemburgo (viúvo da princesa Josefina Carlota e tio do rei, morto em 2019)

## Não-membros
- Srª. Jacqueline Peyrebrune (viúva do príncipe Carlos, tio-avô do rei; morta em 2014)

O casamento do Conde de Flandres com Jacqueline Peyrebrune, em 1977, não foi considerado válido pela constituição belga, pois foi somente uma cerimônia religiosa, não havendo casamento civil. Assim, Jacqueline não adquiriu o título de Sua Alteza Real, a Condessa de Flandres, e sim, Senhora Jacqueline Peyrebrune.

## Galeria

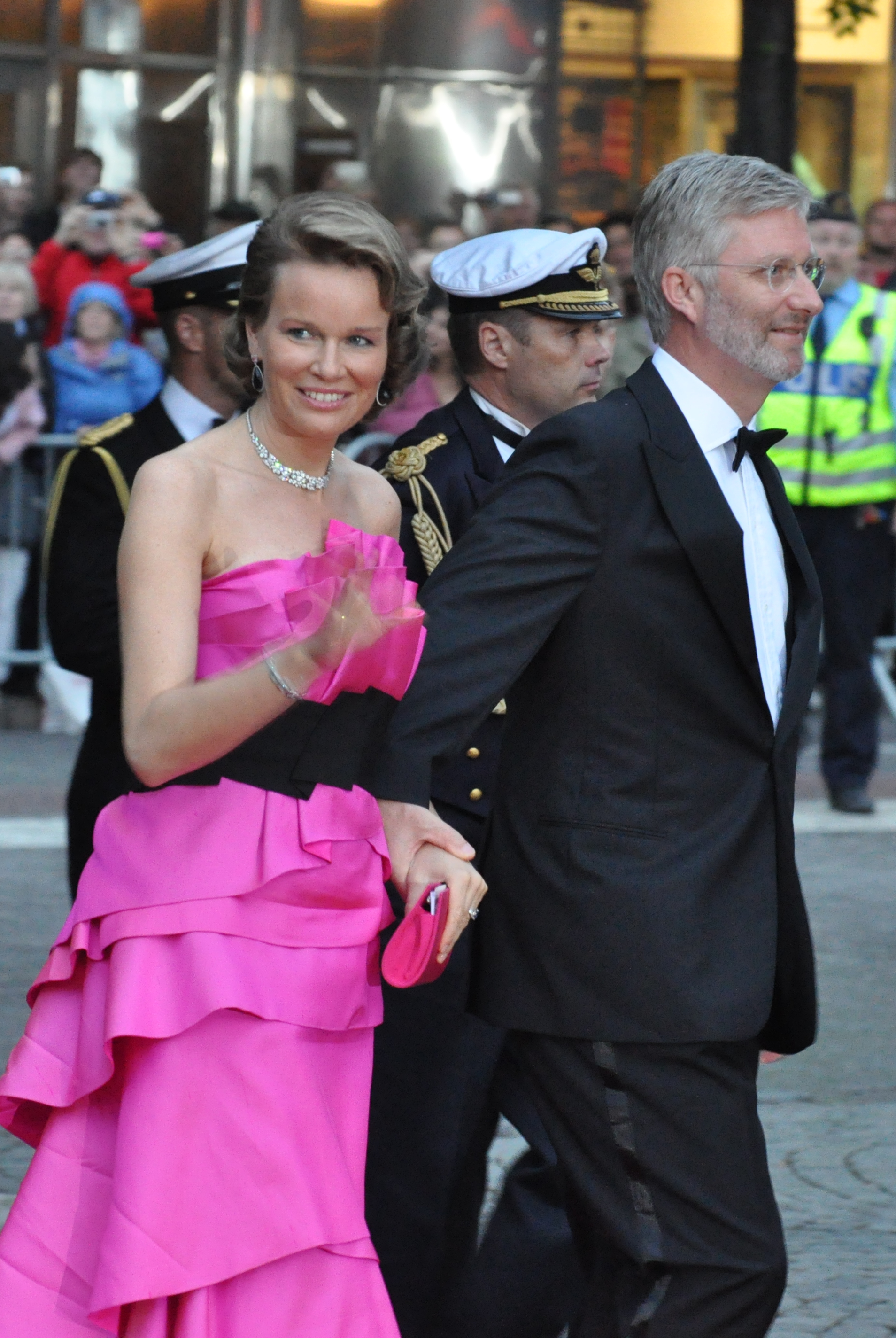
O rei Filipe e a rainha Matilde.

## Ligações exernas
- «The Belgian monarchy». - Site Oficial